# Nedeščina
Nedeščina är en ort i Kroatien.   Den ligger i länet Istrien, i den västra delen av landet, 160 km sydväst om huvudstaden Zagreb. Nedeščina ligger 298 meter över havet och antalet invånare är 604.
Terrängen runt Nedeščina är huvudsakligen kuperad, men den allra närmaste omgivningen är platt.  Närmaste större samhälle är Labin, 5,0 km söder om Nedeščina. I omgivningarna runt Nedeščina växer i huvudsak blandskog.